# Strombina
Strombina là một chi ốc biển, là động vật thân mềm chân bụng sống ở biển trong họ Columbellidae.

## Các loài
Các loài trong chi Strombina include:
- Strombina phuketensis Kosuge, Roussy & Muangman, 1998[2]

The following species are included thuộc chi Strombina 
- Strombina angularis Sowerby, 1832 - West America
- Strombina argentea Houbrick - Dominica
- Strombina bonita A. M. Strong & J. G. Hertlein, 1937 - West America
- Strombina caboblanquensis Weisbord, 1962- Caribbean
- Strombina carmencita Lowe, 1935 - West America
- Strombina clavulus Sowerby, 1834 - West America
- Strombina colpoica W. H. Dall, 1916 - West America
- Strombina crassiparva Jung, 1989 - quần đảo Galápagos
- Strombina deroyae W. K. Emerson & A. d'Attilio, 1969 - West America
- Strombina dorsata Sowerby, 1832 - West America
- Strombina edentula W. H. Dall, 1908 - West America
- Strombina elegans Sowerby, 1832 - West America
- Strombina francesae Gibson-Smith & Gibson-Smith - Venezuela
- Strombina fusinoidea W. H. Dall, 1916 - West America
- Strombina galba Weisbord, 1962 - Caribbean
- Strombina gibberula Sowerby, 1832 - West America
- Strombina hirundo Gaskoin, 1852 - North Thái Bình Dương
- Strombina lanceolata Sowerby, 1832 - West America
- Strombina lilacina W. H. Dall, 1916 - West America
- Strombina maculosa Sowerby, 1832 - West America
- Strombina marksi J. G. Hertlein & A. M. Strong, 1951 - West America
- Strombina mendozana Shasky, 1970 - West America
- Strombina paceana W. H. Dall, 1916 - West America
- Strombina pavonina R. B. Hinds, 1844 West America
- Strombina pulcherrima Sowerby, 1832 - West America
- Strombina pumilio L. A. Reeve, 1859 - America
- Strombina pungens A. A. Gould, 1859 - hải vực Ấn Độ Dương-Thái Bình Dương
- Strombina recurva Sowerby, 1832 - West America
- Strombina sinuata Sowerby, 1875 - West America
- Strombina solidula L. A. Reeve, 1849 - West America
- Strombina turrita Sowerby, 1832 - West America